# 2012 (szám)
A 2012 (római számmal: MMXII) egy természetes szám.

## A szám a matematikában
A tízes számrendszerbeli 2012-es a kettes számrendszerben 11111011100, a nyolcas számrendszerben 3734, a tizenhatos számrendszerben 7DC alakban írható fel.
A 2012 páros szám, összetett szám, kanonikus alakban a 22 · 5031 szorzattal, normálalakban a 2,012 · 103 szorzattal írható fel. Hat osztója van a természetes számok halmazán, ezek növekvő sorrendben: 1, 2, 4, 503, 1006 és 2012.
Két szám valódiosztó-összegeként áll elő, ezek közül a legkisebb az 1768.